# Keniston Braga
Keniston de Jesus Rêgo Braga (Abaetetuba, 2 de junho de 1967) é um político brasileiro, filiado ao MDB, eleito Deputado Federal pelo Pará.

## Biografia
Keniston Braga é um político brasileiro que começou sua carreira política quando foi nomeado Secretário da Fazenda da Cidade de Parauapebas, e em 2021, nomeado Secretário de Governo da mesma cidade.
Com o apoio do Prefeito Local, Keniston foi candidato à deputado federal pelo pará, aonde atingiu a votação de 126.027 votos. sendo eleito deputado federal.